# A827 road
Die A827 road ist eine A-Straße in Schottland. Sie verläuft in den Council Areas Stirling und Perth and Kinross in den südlichen Highlands und stellt eine Querverbindung entlang des Nordufers von Loch Tay und des River Tay zwischen der von Oban an der Westküste kommenden A85 bei Killin und der A9 als wichtigster Nord-Süd-Verbindung der Highlands her.

## Verlauf
Über die an ihren Endpunkten anschließenden A9 und A85 bestehen Verbindungen in fast alle Regionen der südlichen Highlands sowie in den Central Belt. Die A85 bietet Anschlüsse in Richtung Oban und über die A82 weiter in Richtung Fort William und Glasgow. Mit der A9 sind Ziele in Richtung Inverness und weiter in den Norden Schottlands sowie in Richtung Süden nach Perth, Dundee und Edinburgh sowie weiteren Städten des Central Belt erreichbar.
Bei Lix Toll, einer Straßeneinmündung südwestlich von Killin, zweigt die A827 von der A85 nach Nordosten ab. Sie überquert nach wenigen Kilometern in Killin auf der Bridge of Dochart, einer Steinbogenbrücke aus dem 18. Jahrhundert, die Falls of Dochart und den River Dochart, den westlichen Zufluss von Loch Tay. Kurz vor der Brücke zweigt eine Straße entlang des Südufers von Loch Tay ab. Nach der Ortsdurchfahrt von Killin erreicht die A827 das Nordufer von Loch Tay, dem sie in ganzer Länge folgt, teils direkt am Ufer, teils mit etwas Abstand. Nördlich von Killin zweigt eine Erschließungsstraße ins Glen Lochay ab. Die A827 passiert entlang von Loch Tay überwiegend einzeln stehende Farmen und Cottags, mit Lawers und Fearnan liegen lediglich zwei kleinere Ortschaften an der Straße. Bei Edramucky zweigt eine schmale Erschließungsstraße ab, die in das nördlich parallel zu Loch Tay liegende Glen Lyon führt. Über diese Straße kann auch der Ausgangspunkt für Touren auf den Ben Lawers erreicht werden. Der Ben Lawers ist der zehnthöchste Berg Schottlands, sein breites Massiv liegt entlang des Nordufers und überragt die A827. In Fearnan zweigt eine Verbindungsstraße nach Fortingall und zum Glen Lyon ab.

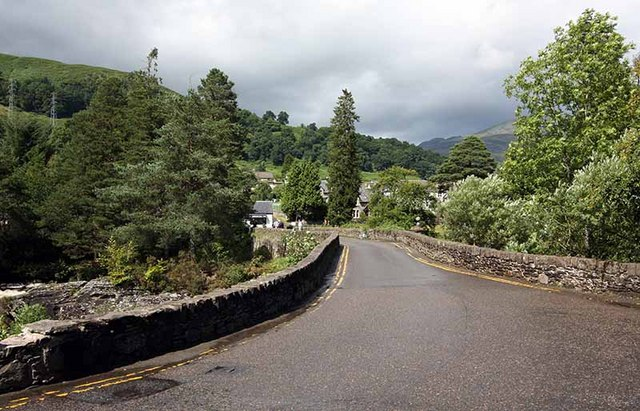
Führung der A827 über die Bridge of Dochart in Killin

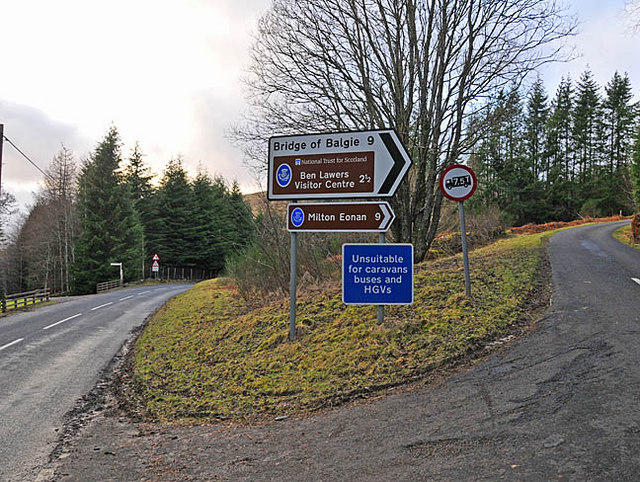
Abzweig von der A827 bei Edramucky zum Ben Lawers

Bei Kenmore erreicht die A827 das Ostende von Loch Tay. Über die Kenmore Bridge, eine 1774 erbaute Steinbogenbrücke, quert die A827 den River Tay. In Kenmore verläuft sie mitten durch den Ort und passiert das auffällige Eingangsportal zum Park von Taymouth Castle. Hinter Kenmore zweigen Seitenstraßen zum Südufer von Loch Tay und in Richtung Crieff ab. Die A827 verläuft im Tal des Tay weiter nach Osten. Etwa zehn Kilometer östlich von Loch Tay führt die A827 durch Aberfeldy, die größte Ortschaft an der A827. In Aberfeldy zweigt die A826 nach Süden ab, über die Verbindungen in Richtung Crieff sowie nach Dunkeld bestehen. Nach Nordwesten zweigt die B846 ab, die an Loch Tummel und Loch Rannoch vorbei entlang des River Gaur bis nach Rannoch Station am Westrand von Rannoch Moor führt.
Die A827 verläuft ab Aberfeldy weiter nach Osten durch das Strath Tay. Am Ortsende von Aberfeldy passiert sie die gleichnamige Whiskydestillerie, ein beliebtes Touristenziel. Im weiteren Verlauf liegen Grandtully Castle und mehrere kleine Ortschaften an der A827. Bei Grandtully zweigt an der Taybrücke die B898 in Richtung Dunkeld ab. Kurz vor ihrem östlichen Ende überquert die A827 den Tummel bei Logierait. Südlich von Ballinluig endet die A827 an der Anschlussstelle zur in diesem Bereich autobahnartig ausgebauten A9.
Insgesamt ist die A827 heute 56 Kilometer lang, knapp 35 Meilen. Sie ist mit Ausnahme der Bridge of Dochart durchgehend zweispurig ausgebaut. Die Trassierung entspricht weitgehend noch dem Stand zur erstmaligen Ausweisung in den 1920er Jahren.